# Sakramentskapelle

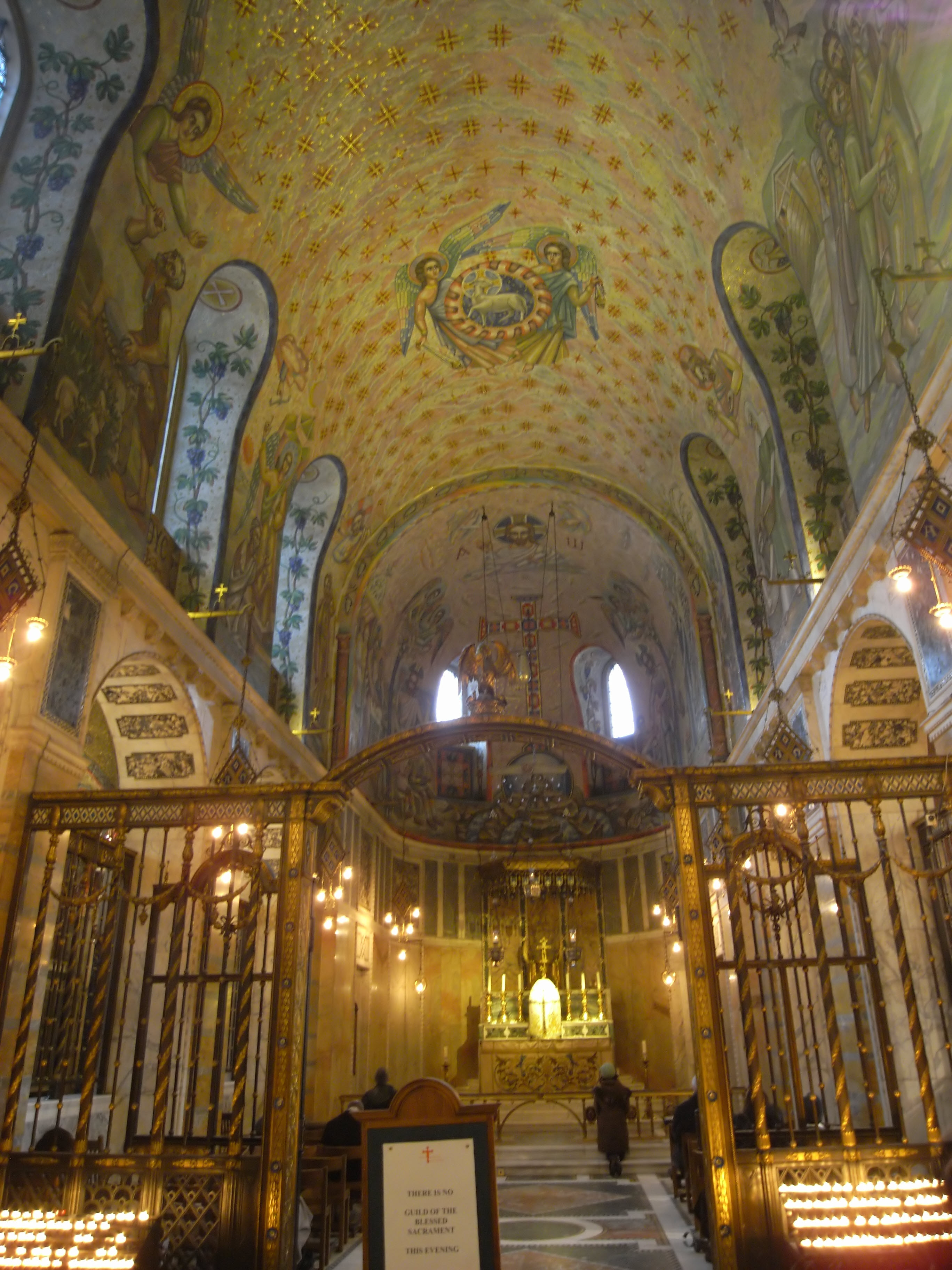
Sakramentskapelle der Westminster Cathedral, London

Eine Sakramentskapelle ist eine Kapelle, die dem stillen Gebet vor dem Allerheiligsten dient, das dort im Tabernakel aufbewahrt wird oder in einer Monstranz ausgesetzt ist. Die Gegenwart Christi wird durch das ewige Licht angezeigt.
Sakramentskapellen finden sich häufig in größeren römisch-katholischen Kirchen und Kathedralen, z. B. im Kölner Dom oder auch Liebfrauendom München. Sie dienen der Andacht und Sammlung in der Stille, weshalb sie in touristisch vielbesuchten und lauten Kirchen den Betern vorbehalten sind. Gelegentlich wird der Raum auch für Gottesdienste und Andachten in kleinem Rahmen genutzt, deshalb ist auch meist ein Altar und ggf. ein Ambo vorhanden.